# 페트르 님부르스키
페트르 님부르스키(체코어: Petr Nymburský, 1995년 6월 1일~)는 체코의 사격 선수로 주 종목은 소총이다. 2020년 하계 올림픽과 2024년 하계 올림픽 남자 사격에 체코 국가대표로 참가했으며 세계 선수권 대회에서 금메달 1개, 은메달 1개를 획득했다.